# Метанбер
Метанбер (фр. Mettembert) — громада  в Швейцарії в кантоні Юра, округ Делемон.

## Географія
Громада розташована на відстані близько 55 км на північ від Берна, 5 км на північний захід від Делемона.
Метанбер має площу 2,3 км², з яких на 7,6% дозволяється будівництво (житлове та будівництво доріг), 39,4% використовуються в сільськогосподарських цілях, 52,5% зайнято лісами, 0,4% не є продуктивними (річки, льодовики або гори).

## Демографія
2019 року в громаді мешкало 105 осіб (-14,6% порівняно з 2010 роком), іноземців було 14,3%. Густота населення становила 45 осіб/км².
За віковим діапазоном населення розподілялося таким чином: 20% — особи молодші 20 років, 55,2% — особи у віці 20—64 років, 24,8% — особи у віці 65 років та старші. Було 46 помешкань (у середньому 2,3 особи в помешканні).
Із загальної кількості 16 працюючих 7 було зайнятих в первинному секторі, 0 — в обробній промисловості, 9 — в галузі послуг.